# Бамерт, Ян
Ян Бамерт (нем. Jan Bamert; 9 марта 1998 года, Швейцария) — швейцарский футболист, играющий на позиции защитника. Ныне выступает за швейцарский клуб «Тун».

## Клубная карьера
В 2012 году перебрался в академию «Грассхоппера». Перед сезоном 2015-2016 стал наигрываться в основной состав. 6 февраля 2016 года дебютировал в швейцарской Суперлиге в поединке против «Янг Бойз», который завершился вничью 1:1. Ян вышел в стартовом составе и провёл на поле весь матч. Сразу же заявил о себе как о стартовом защитнике, провёл в сезоне 16 встреч.
Швейцарское издание «Blick» сравнивает игрока с Филиппом Сендеросом, отмечая, что игрок скромный и до сих пор не дал ни одного интервью.

## Карьера в сборной
Принимал участие в элитном отборочном раунде к чемпионату Европы среди юношей до 19 лет, однако сборная Швейцарии выступила неудачно и не попала на турнир.